# Fanny Elssler
Fanny Elssler (Viena, 23 de juny de 1810 - 27 de novembre de 1884) va ser una ballarina austríaca.
El 1816 ja formava part del cos infantil de ball d'un dels més importants teatres de Viena, i als quinze va ser contractada, amb la seva germana Teresa, per a Milà, Nàpols, Berlín i Londres, on va ballar amb Antonio Guerra. També a París. Després anà als Estats Units i el 1845 es retirà del teatre. És considerada deixebla de Jean Aumer.

## Biografia
Va néixer Franziska Elßler a Gumpendorf, un barri de Viena. El seu pare Johann Florian Elssler era un empleat de segona generació de Nikolaus I, el príncep Esterházy. Tant Johann com el seu germà Josef van ser empleats com a copistes del mestre de capella del príncep, Joseph Haydn. Finalment, Johann es convertiria en servent de Haydn i va anar a Haydn i va estar present a la mort d'Haydn.
Des dels seus primers anys es va formar per al ballet i va aparèixer al Kärntnertortheater de Viena abans dels 7 anys. Invariablement, ballava amb la seva germana Therese, que era dos anys més gran que ella; les germanes van estudiar dansa amb Jean-Pierre Aumer i Friedrich Horschelt, començant quan Elssler tenia 9 anys, viatjant també a Nàpols, Itàlia, per estudiar amb Gaetano Gioja. Després d'uns anys d'experiència juntes a Viena, les germanes van marxar el 1827 a Nàpols. Mentre era allà, va tenir una aventura amb Leopold, príncep de Salern, fill del rei Ferran I de les Dues Sicílies, que va tenir com a resultat el naixement d'un fill, Franz.

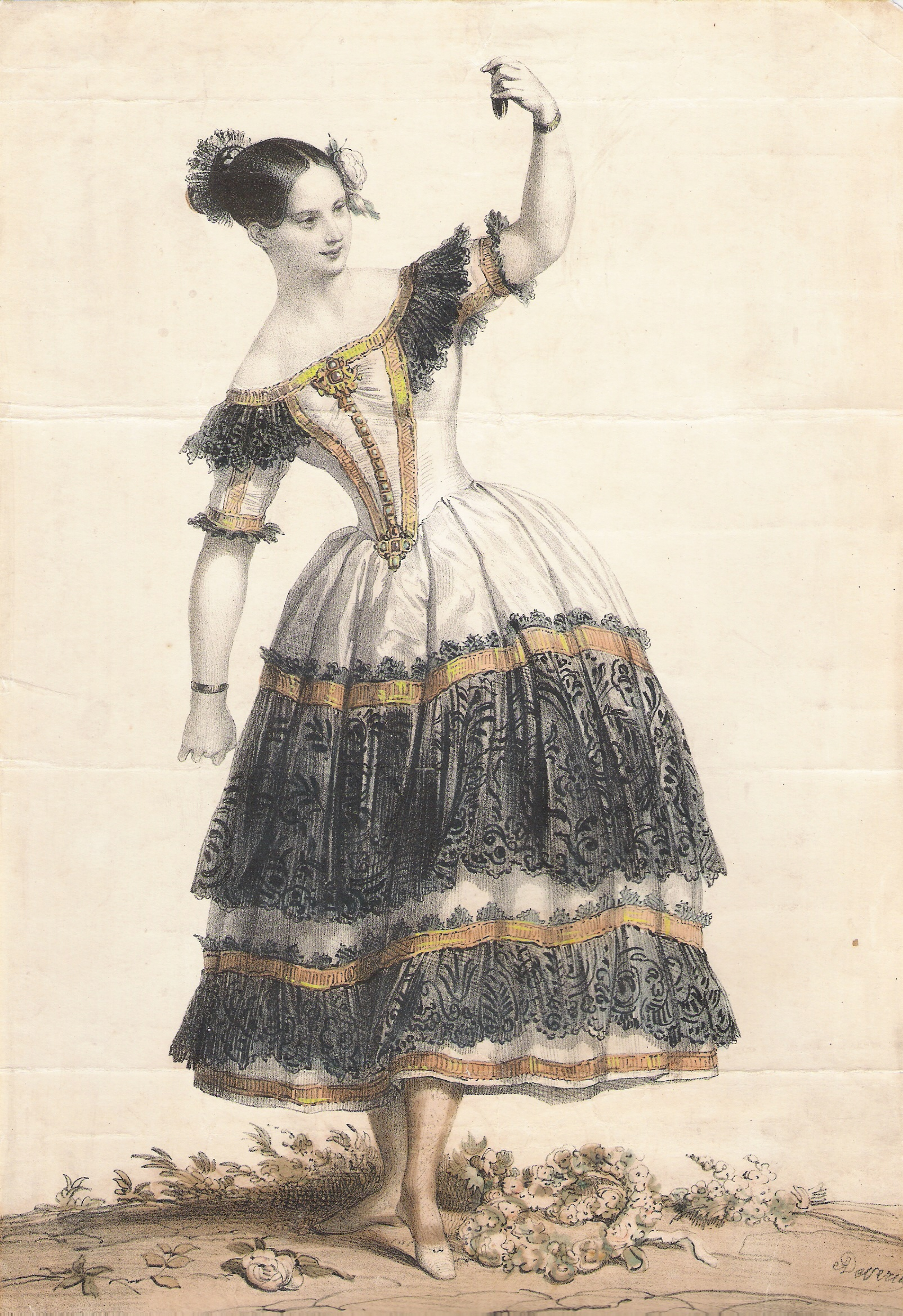
Fanny Elssler com a Florinda a la dansa La Catxutxa del ballet Coralli/Gide de 1836 Le Diable boiteux. París, 1836

## Carrera

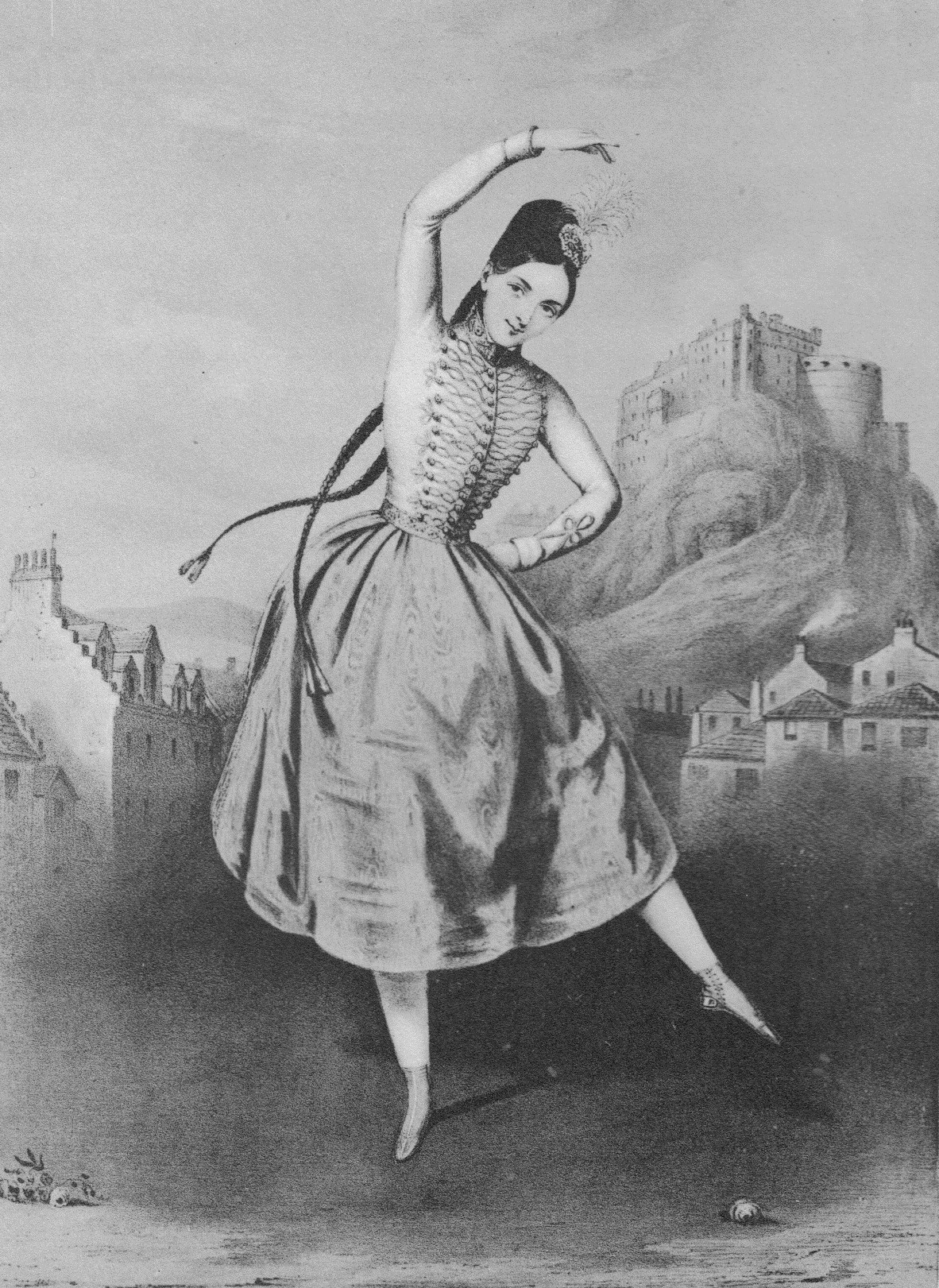
Fanny Elssler com Sarah Campbell al ballet 'La Gypsy', representat al Her Majesty's Theatre de Londres el 1839

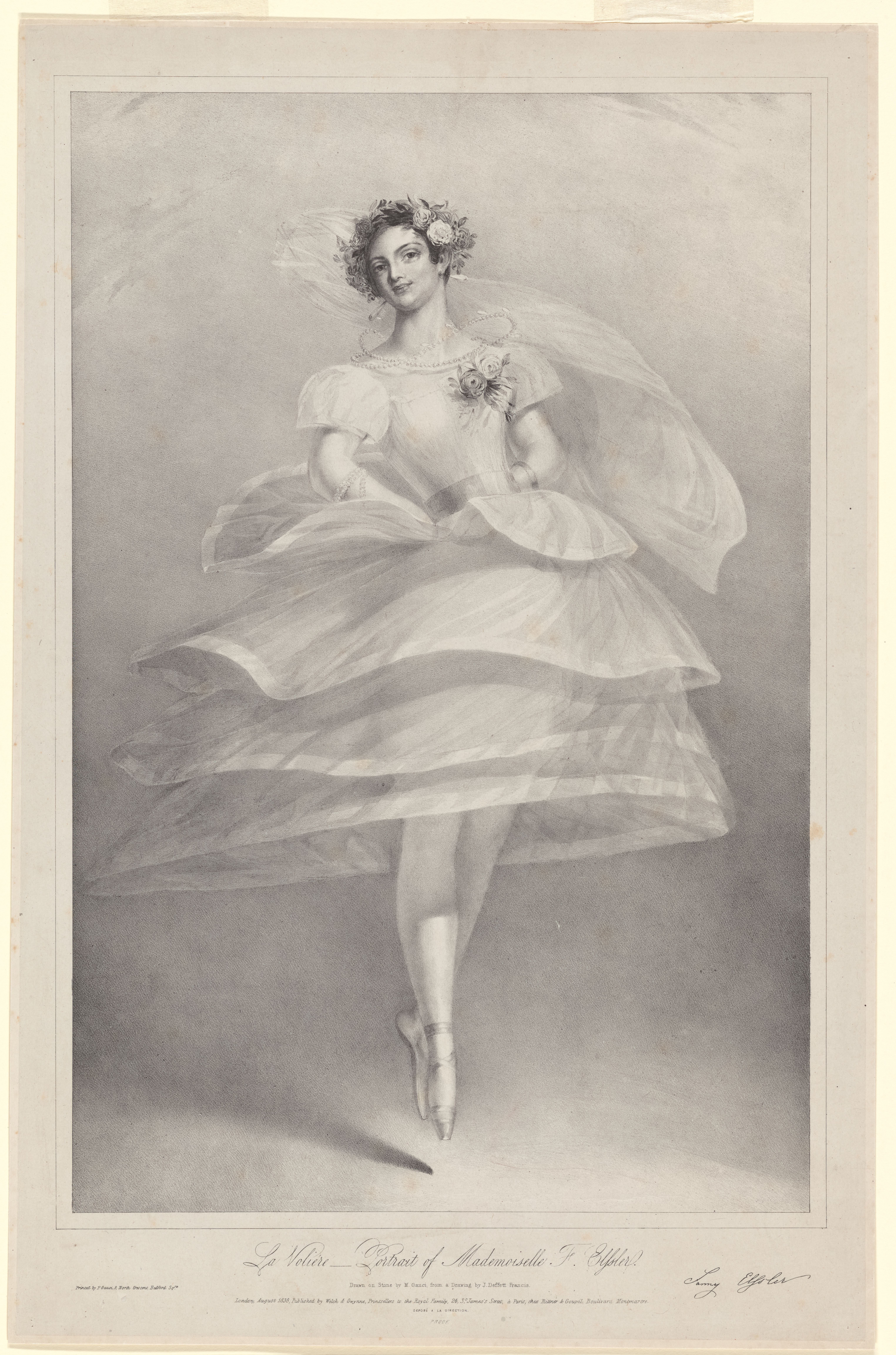
Fanny Elssler ballant a La Volière, un ballet avui oblidat de la seva germana Therese Elssler.

El seu èxit a Nàpols, al qual Elssler va contribuir més que la seva germana, la va portar a un contracte Berlín el 1830. Aquest va ser l'inici d'una sèrie de triomfs per la bellesa personal i l'habilitat de ballar d'Elssler. Després de captivar tots els cors a Berlín i Viena, i inspirar a Friedrich von Gentz amb una passió notable, va fer una visita a Londres, on va rebre molta amabilitat de George i Harriet Grote, que pràcticament van adoptar la nena que va néixer tres mesos després de l'arribada de la mare a Anglaterra.
El setembre de 1834, Elssler va aparèixer amb el Ballet du Théâtre de l'Académie Royale de Musique (avui conegut com el Ballet de l'Òpera de París), un pas que esperava amb molt recel a causa de la supremacia de Marie Taglioni en aquell escenari. Tanmateix, Elssler i Taglioni eren ballarines excepcionalment diferents, i la direcció de l'Òpera va veure això com una oportunitat per provocar una certa controvèrsia contractant Elssler. Taglioni era coneguda com a ballarina ballon, representada per la lleugeresa dels seus salts i salts. Elssler, en canvi, va distingir el seu ball amb la precisió en què feia passos petits i ràpids. El tipus de dansa d'Elssler es coneixia com a danse tacquetée. Els resultats de les seves actuacions, però, van ser un altre triomf per a Elssler i l'eclipsi temporal de Taglioni. Taglioni, de moment no va poder competir amb la fascinació personal de la nouvinguda. En la seva interpretació de la Catxutxa espanyola (del ballet Coralli / Gide de 1836 Le Diable boite) Elssler va superar tots els rivals. Elssler no era espanyola, però les seves interpretacions de la Catxutxa estaven plenes de foc i vida sensual. El poeta Théophile Gautier la va titllar de ballarina "pagana" per les seves actuacions a la Catxutxa, contraposada a Taglioni, la ballarina cristiana. L'èxit d'Elssler i la Catxutxa va provocar una demanda generalitzada de ballets de ballet més coreografiats i de sabor nacional específic. Aquest tipus de danses es van fer molt populars, i la mateixa Elssler va afegir una cracoviana polonesa (Krakowiak) i una Tarantel·la italiana al seu repertori. La seva imatge sovint s'identificava amb setí rosa i encaix negre com la ballarina espanyola carnosa i sensual, en fort contrast amb les representacions de Taglioni com la modesta Sílfide en blanc. Elssler no només posseïa dots tècnics, sinó que la seva capacitat per actuar de manera espectacular era excepcional. Les seves interpretacions dels grans ballets romàntics, com La Sílfide, Giselle i La Esmeralda, van retratar aspectes realçats dels seus antics personatges. Això li va fer guanyar a Elssler un lloc entre les ballarines més talentoses i notables del període del ballet romàntic.
El 1837, va debutar com Lisa en la versió d'Aumer i Hérold de La fille mal gardée; es va escriure especialment per a ella un nou pas de deux amb melodies de la seva òpera favorita L'elisir d'amore (de Donizetti). Altres papers estel·lars en el seu repertori van incloure els papers principals als ballets La Somnambule, Nathalie ou la laitière suisse i La ventafocs va poder demostrar el seu gran talent interpretatiu com la muda Fenella en l'òpera de Auber La Muette de Portici.

Fanny Elssler, litografía de Endicott a partir de Henry Inman, 1841.

Entre 1834 i 1840, Fanny Elßler va estar compromesa a París i casada durant un temps amb el director de l'Òpera de París Luis Désiré Véron. Allí va rivalitzar directament amb Maria Taglioni, encara que les dues era l'encarnació de l'etèria i fràgil ballarina que ballava en puntes en ballets com La Sylphide, mentre que Elssler, malgrat la seva cèlebre gràcia, era més aviat una ballarina apassionada, sensual i coqueta, amb els peus a la terra. Polka, Krakowiak i la seva famosa Catxutxa, que va ballar per primera vegada en el ballet Le diable boiteux i amb la qual literalment va fer girar els caps del món. M. G. Saphir:
| « | Fanni Elßler balla la Cachucha amb els peus, amb els ulls, amb la boca, amb mil somriures, amb milions de comentaris graciosos, amb milions de dolces gloses marginals; això és la Catxutxa i es podria dir que la Catxutxa balla a través de la Elßler. | » |

El 1840 va embarcar-se amb la seva germana cap a Nova York per a una gira organitzada per Henry Wikoff, en el que llavors era una gira bastant atrevida i dura per Amèrica del Nord i Cuba, al costat del seu partenaire i mestre James Sylvain, la seva cosina Kathi Prinsten i el seu patrocinador americà Henry; on va realitzar un total de gairebé 200 actuacions, entre elles 21 gales benèfiques. Va rebre una aclamació sense precedents a l'estranger, va guanyar una fortuna de 742.000 francs i es va convertir en un model a seguir para altres artistaes femenines, cantants como Cinti-Damoreau i Jenny Lind que van realitzar gires similars després d'ella. Als Estats Units, Elssler va estar acompanyada per la seva cosina Catalina Prinster (1811–1885), qui va informar sobre els èxits triomfals de Fanny en nombroses cartes i va seguir sent el seu confident fins al final de la seva vida. Elssler va tenir un gran èxit actuant en les principals ciutats americanes, pel qual va ampliar el permís concedit per l'Òpera de París durant un any més. Això el va portar a la ruptura final del contracte i el desemborsament duna gran suma de diners, i després de dos anys d'èxit, van tornar a Europa. Mentre estava a la ciutat de Nova York, Elssler va sopar i va ser acompanyada per John Van Buren, fill del president dels Estats Units, Martin Van Buren. A Washington DC, el Congrés es va tancar perquè ningú es perdés l'actuació d'Elssler. Elssler és considerada per Lillian Moore com la Sílfide més il·lustre que mai ha fet el paper a Amèrica, amb l'escena final que va fer plorar a molts membres del públic. Al St Charles Theatre de Nova Orleans, Elssler va ser contractada durant dues setmanes a 1.000 dòlars per cada nit que ballava. Els fans de tot el país no només van assistir a les seves actuacions, sinó que també van experimentar Elsslermania, comprant xampany, pa, cigars i molts altres productes de la marca Elssler. La van saludar amb exuberància, però van debatre si el seu talent justificava exhibicions tan exagerades de culte a les celebritats.

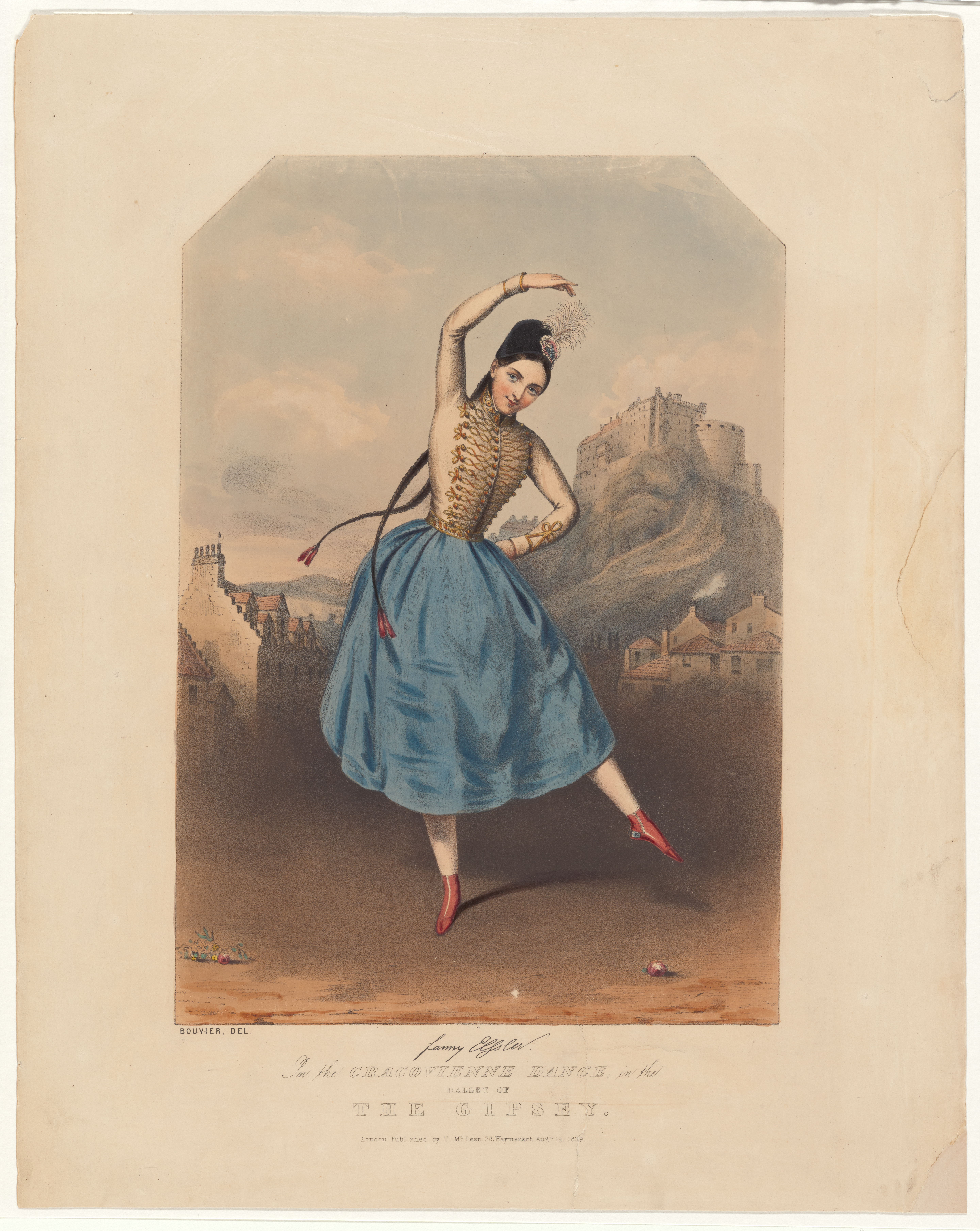
Fanny Elssler balla la Cracoviana del ballet La bohemia, 1839.

Durant els cinc anys següents, Elssler va aparèixer a Alemanya, Àustria, França, Anglaterra i Rússia. El 1845, va ser convidada a actuar juntament amb les seves rivals Marie Taglioni, Carlotta Grisi i Fanny Cerrito al Pas de Quatre de Jules Perrot a Londres, però va declinar. El mateix any, després d'haver acumulat una fortuna, es va retirar dels escenaris i es va establir a prop d'Hamburg. Uns anys més tard, la seva germana Teresa va contreure un matrimoni morganàtic amb el príncep Adalbert de Prússia, i va ser ennoblida sota el títol de baronessa von Barnim. Theresa va quedar vídua el 1873 i va morir el 19 de novembre de 1878. Fanny Elssler va morir a Viena el 27 de novembre de 1884.
El 1848 i 1850, va estar a Sant Petersburg i Moscou i va popularitzar la versió de La_fille_mal_gardée, realitzada per Charles-Louis Didelot. Elssler es va acomiadar de Rússia amb el ballet L'Esmeralda, després de 103 representacions en dos anys, i del públic europeu amb Faust, el 21 de juny de 1851 a Viena.
Va ser interpretada per Lilian Harvey a la pel·lícula alemanya de 1937 Fanny Elssler. Lya Mara l'havia interpretat anteriorment a la pel·lícula muda de 1920 Fanny Elssler.
Després, encara en plenitud de les seves facultats, es va retirar a la vida privada, primer a Hamburg durant uns anys ia partir de 1856 a Viena, on va viure còmodament gràcies als diners que havia guanyat com a ballarina, sent membre venerat de l'alta societat des de 1864 fins a la seva mort en una casa de Seilerstäre.
Fanny Elssler va ballar fins els quaranta-un anys. Va morir a  Viena el 27 de novembre de 1884.

## Vida personal
Famosa també per la seva bellesa i encant, Fanny Elssler va mantenir diverses relacions extramatrimonials, sobretot en la seva joventut, amb homes, alguns d'ells d'alta posició, com era bastant comuna entre les ballarines i actrius de la seva època. No obstant això, no s'han aclarit tots els detalls de la seva vida privada. Ja a Nàpols, la jove ballarina va conèixer Leopoldo de Borbó-Dues Sicilias, príncep de Salern i fill menor del rei Ferran I de les Dues Sicilias, el qual estava casat amb una filla de l'emperador Francesc I d'Àustria, però el matrimoni del qual era infeliç. Fanny i Leopoldo es van convertir en amants i ella va quedar embarassada, tornant a Viena i donant a llum al seu fill Francisco Roberto Javier Elssler al juny de 1827 (és a dir, amb tot just 17 anys), al qual va posar en acolliment infantil, ja que un fill il·legítim s'hauria interposat en la seva carrera. Francisco va créixer en Eisenstadt i es va suïcidar el 1873. El 1830 van ser contractades a Berlín les germanes Elssler, on van tenir la seva primera actuació pública.